# モワイヤン・シャリ州
モワイヤン・シャリ州（モワイヤン・シャリしゅう、Moyen-Chari Region）は、チャドの州。州都はサール。

## 住民
住民はサラ人が多い。

## 下位行政区画
モワイヤン・シャリ州はバル・コー県、ラク・イレ県、グランデ・シド県の3県からなる。

## 経済
州の主産業は農業及び牧畜で、農業はサトウキビや綿花の栽培を主としている。

## 出身人物
- フェリックス・マルーム - 政治家、チャド国家元首（1975年 - 1979年）
- フランソワ・トンバルバイ - 政治家、初代チャド大統領